# Козак Денис Никодимович
Денис (Деонізій) Никодимович Козак (* 2 квітня 1944, Кречовичі, Польща — 23 жовтня 2014, Київ) — видатний український археолог. Дослідник Волині I тис. н. е. Доктор історичних наук (1990). Професор, заступник директора Інституту археології НАН України.

## Життєпис
Народився 2 квітня 1944 р. на Посянні в українському селищі Кречовичі, біля міста Ярослава (тепер територія Польщі). У 1945 р. під час сталінської етнічної чистки прикордонних земель сім'я була переселена у містечко Розділ біля міста Миколаєва. Батько, Козак Никодим Михайлович, та мати, Пруц Євгенія Андріївна, селяни. У часи радянського режиму мама працювала в колгоспі, а батько працював на лісоповалі, слюсарем, працівником швейної фабрики. Мріяв бути музикантом, композитором, співаком.
Після закінчення Львівського університету 1972 р. працював декілька років учителем у селі Підберізці біля Львова. В околицях села разом з учнями виявив цілий каскад не відомих раніше поселень та могильників давніх культур України, одна з яких — зубрицька — стала головним об'єктом його подальшого наукового пошуку.
Від часу закінчення аспірантури до останніх днів працював в Інституті археології НАН України, єдиній в Україні державній науково-дослідній установі, що вивчає історію давніх суспільств від появи людини до епохи Богдана Хмельницького.
У 1978 р. під керівництвом д. іст. н. професора В. Д. Барана захистив кандидатську дисертацію, у 1990 р. захистив докторську. Автор понад 260 наукових праць, в тому числі 10 монографій, декількох навчальних посібників та науково-популярних видань, учасник цілого ряду колективних досліджень, редактор десятків наукових збірників та монографій.
З 2001 р. — професор кафедри археології та історії стародавнього світу (з 2010 р. — кафедри археології та спеціальних галузей історичної науки) Львівського національного університету ім. І. Франка.
Коло наукових інтересів: історія та археологія народів, які заселяли територію України у першій половині I тис. н. е. (слов'яни, дакійці, германці, індо-іранські племена).
Під керівництвом Д. Н. Козака вісім аспірантів успішно захистили кандидатські дисертації.
Ним проводиться велика науково-організаційна діяльність, створені та керовані Д. Н. Козаком наукові підрозділи Інституту археології в багатьох обласних центрах країни проводять дослідження археологічних пам'яток. Він є керівником кваліфікаційної ради з видачі відкритих листів (ліцензій) науковцям — археологам на право проведення археологічних досліджень.
Дружина — Ніна Семенівна, однокурсниця по факультету, культуролог. Дочка Олександра є відомою в Україні антропологинею (палеопатологинею), випускницею Національного університету ім. Т. Шевченка.
Д. Козак є двічі лауреатом Державної премії України в галузі науки та техніки ім. Т. Г. Шевченка: 1991 р. за наукові розробки в галузі слов'янського етногенезу та 2002 р. за цикл праць «Давня історія України» та «Етнічна історія Давньої України».
Денис Никодимович Козак помер 23 жовтня 2014 року після важкої хвороби. Похований на Лісовому кладовищі в Києві.

## Праці
- Пшеворська культура у Верхньому Подністров'ї та Західному Побужжі. Київ, 1984
- Походження слов'ян (співавтори: В. Д. Баран, Р. В. Терпиловський). Київ, 1991
- Етнокультурна історія Волині. Київ, 1991
- Пам'ятки давньої історії Волині у с. Линів. Київ, 1994
- Пам'ятки давньої історії Волині у с. Городок (співавтор В. В. Шкоропад). Київ, 1999
- Давні землероби Волині (співавтори: Б. А. Прищепа, В. В. Шкоропад). Київ, 2004
- Венеди. Київ, 2008. [Архівовано 24 Грудня 2009 у Wayback Machine.]
- Етюди давньої історії України. Київ, 2010